# Saroptila foveata
Saroptila foveata är en fjärilsart som beskrevs av Turner. Saroptila foveata ingår i släktet Saroptila och familjen nattflyn. Inga underarter finns listade.